# McDonnell Douglas DC–9
A McDonnell Douglas DC–9 (kezdetben ismert nevén Douglas DC–9) egy kéthajtóműves, keskenytörzsű utasszállító repülőgép, amelyet a McDonnell Douglas gyártott. A repülőgép 1965-ben szállt fel először, és még ebben az évben szolgálatba állították. A DC–9-et gyakran rövid távú repülésekre alkalmazták. Az utolsó DC–9-est 1982 októberében szállították le.
A DC–9-nek több altípusát is kifejlesztették, ezek az MD–80, az MD–90 és a Boeing 717, ez utóbbiból 2006-ban gyártották le az utolsót. Ezt követően a DC–9/MD–80/90/717 repülőgépcsalád gyártását 41 év után leállították, addig összesen több mint 2400 repülőgép készült el.

## Tervezés és fejlesztés

### Eredete
Az 1950-es években a Douglas Aircraft Company egy rövid-közepes hatótávolságú repülőgépen kezdett el dolgozni, hogy kiegészítse a nagyobb kapacitású, hosszú távú DC–8-as típusát („DC” a Douglas Commercial rövidítése). A közepes hatótávolságú Model 2067 típusú tesztgéppel kezdték volna a fejlesztéseket, de ez nem kapott elegendő érdeklődést a légitársaságoktól, így a projektet törölték. 1960-ban a Douglas kétéves szerződést kötött a francia Sud Aviation céggel egy műszaki együttműködésről, amelyben a Douglas forgalmazta és támogatta volna a Sud Aviation Caravelle típust és licencben is gyártotta volna, ha a légitársaságok kellő számban adtak volna le rá megrendeléseket. Egyetlen megrendelés sem érkezett, így az együttműködési megállapodás lejárta után a Douglas visszatért a saját fejlesztéséhez.

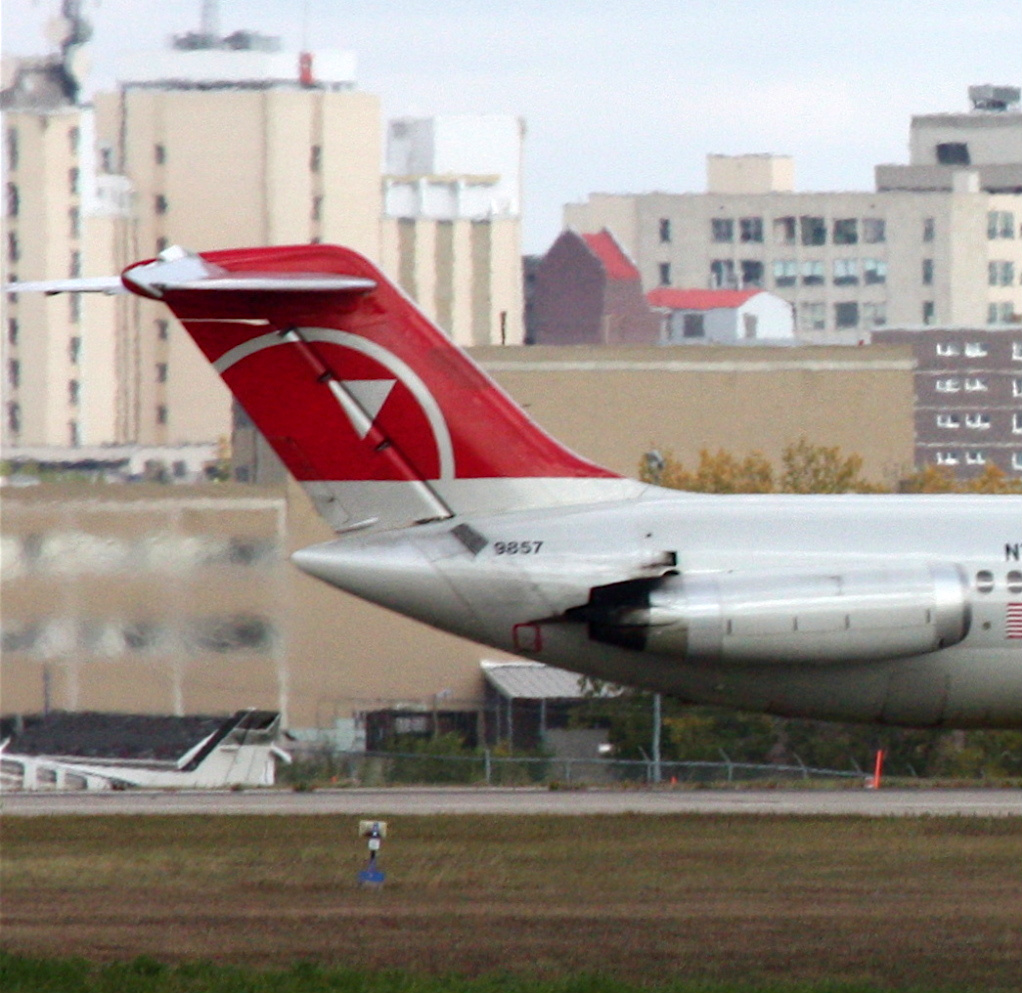
A Northwest Airlines (NWA) DC-9-es T alakú vezérsíkja a Regina nemzetközi repülőtéren

1962-ben a tervezési tanulmányok már folyamatban voltak. A típus első változata 63 utas szállítására volt kialakítva, és bruttó tömege 31 300 kg volt. Ebből alakult ki a DC–9 első változata. 1963. április 8-án a Douglas jóváhagyta a DC–9 programot. A DC-9 egy teljesen új fejlesztés volt ellentétben a konkurens, de nagyobb Boeing 727-es trijettel, amely részben a Boeing 707-esen alapult. A DC–9-nek a törzs hátsó részén elhelyezett két Pratt & Whitney JT8D sugárhajtóműve, viszonylag kicsi, de hatékony szárnyai és T alakú vezérsíkja lett. A DC–9 legnagyobb felszálló tömege maximum 36 300 kg lehetett a Szövetségi Repülési Hivatal akkori szabályozása miatt, mivel a gépet két főből álló hajózó személyzetre tervezték. A DC–9-esen öt egymás melletti üléssort alakítottak ki az utasok számára. A repülőgép a törzs hosszúságától és az ülőhelyek elrendezéstől függően 80-135 utast szállíthat. A DC–9 célja, hogy rövid és hosszútávú utaknál, gyakran kisebb repülőterekre, rövidebb kifutópályára is le tudjon szállni, és kevesebb földi infrastruktúrára legyen szüksége, mint a nagyobb repülőtereken kiszolgált Boeing 707-nek és Douglas DC–8-nak.
A gép törzsének hátsó részére szerelt hajtóművek esetén nincs szükség a szárnyakra szerelt hajtómű-gondolákra. Ennek számos előnye van, pl. a fékszárnyak hosszabbak lehetnek, ráadásul az egyszerűbb szárny aerodinamikailag is előnyösebb, különösen kis sebességnél, ami a fel- és leszállás úthosszát csökkenti. Az ilyen hajtómű-elhelyezés esetén kisebb a futópályáról felpattanó idegen tárgyak okozta sérülések kockázata is. Mivel a hajtóművek nem a szárny alá vannak függesztve, a repülőgép törzse a földön közelebb lehet a talajhoz, ami megkönnyíti az utasok ki- és beszállását, a csomagok rakodását. A DC–9 beépített lépcsőkkel rendelkezik, az utasok – a Caravelle-hez hasonlóan – a törzs végén lenyíló, lépcsővel ellátott rámpán is közlekedhetnek.

### A gyártás

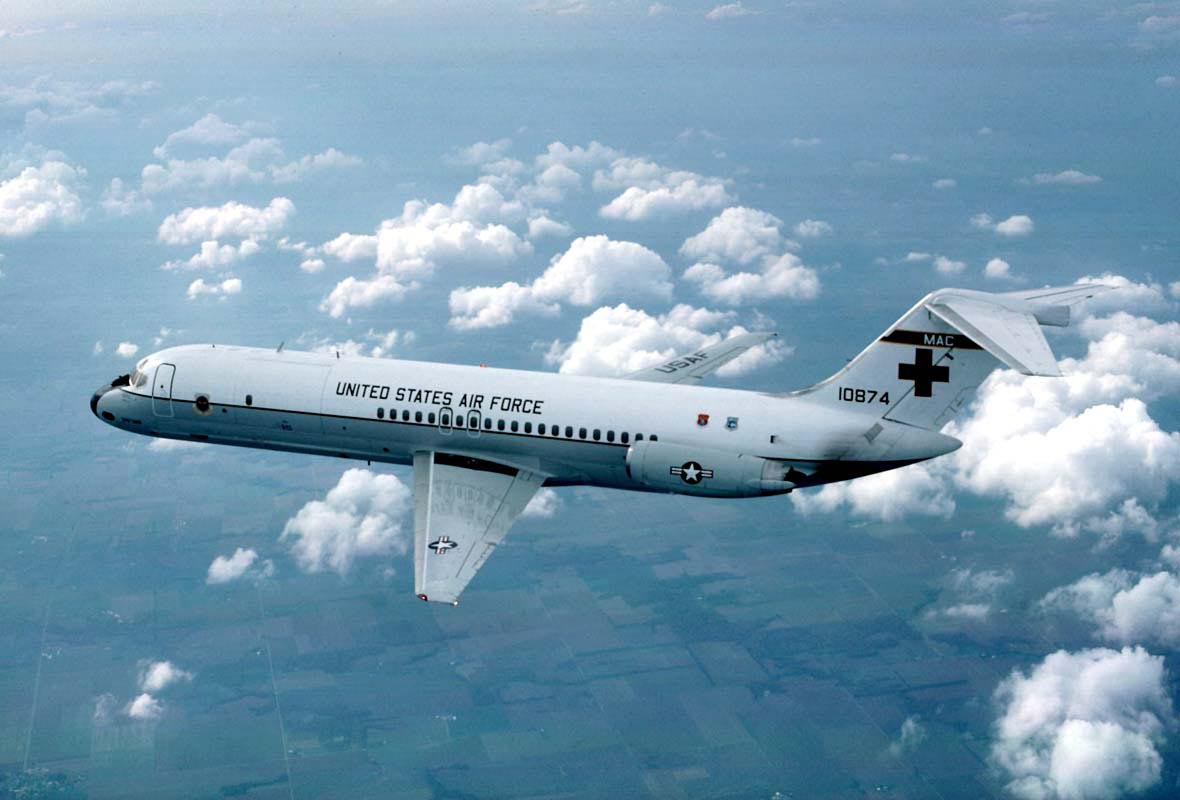
Egy C-9 Nightingale, amelyet légi egészségügyi evakuációra használtak

Az első DC–9, egy sorozatban gyártott modell 1965. február 25-én repült először. A második DC–9 néhány héttel később szállt fel, összesen pedig öt repülőgépből álló tesztflotta repült júliusig. Ez lehetővé tette, hogy 1965. november 23-án az első modell, a Series 10 megkapja a légialkalmassági bizonyítványt, majd hamarosan, december 8-án a Delta Air Lines szolgálatba is állította az első repülőgépet.
A DC–9-et több változatban tervezték meg, hogy megfeleljen a vásárlók igényeinek. Az első hosszabbított változat a Series 30 volt, amely hosszabb törzzsel és kiterjesztett szárnyvéggel készült. Első repülésére 1966. augusztus 1-én került sor, majd 1967-ben az Eastern Air Lines állította forgalomba. A 10-es típust a –20, –30, és –40 változatok követték. Az utolsó DC–9-es sorozat az –50 altípus volt, amely 1974-ben repült először.
1967-ben az amerikai légierő kiválasztott egy DC–9-est, amely megfelelt az egészségügyi evakuálási követelményeknek (MedEvac), és személyszállítási célra is használható volt, ez a típus a C–9A Nightingale jelölést kapta, amelynek szállításai 1968-ban kezdődtek el. 1972 áprilisában az amerikai haditengerészet is rendelt öt C–9B típust utas- és teherszállító feladatok ellátásra. A C–9B repülőgépek logisztikai támogatást nyújtottak az amerikai tengerészgyalogságnak. A NASA is C–9B típust választott, amellyel a gravitációs hatásokat gyakorolták. Egyes C–9-eseket a korábbi DC–9 polgári változatából alakítottak ki. Három ilyen gépet VIP-ek szállítására használtak. Kuvait is működtetett egy kisebb C–9-es flottát. 2005-ben az amerikai légierő az összes C–9-est kivonta a szolgálatból.

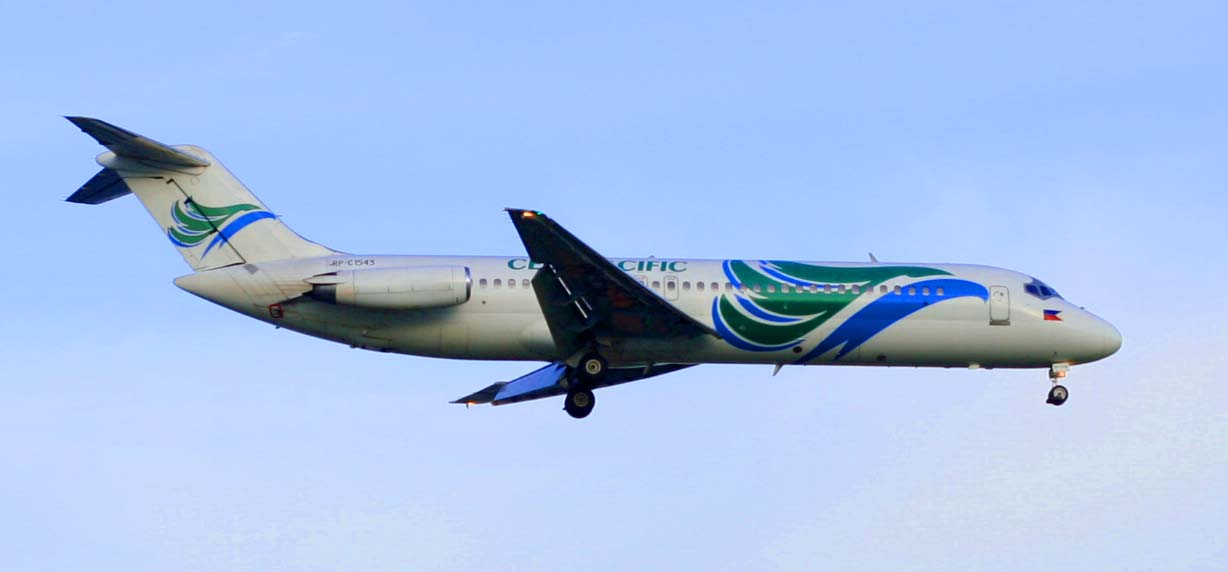
A Cebu Pacific DC-9 típusa 2006-ban

A DC–9 kereskedelmi siker volt, összesen 976 darab készült el belőle, gyártását 1982-ben fejezték be. A DC–9 az egyik leghosszabb ideig gyártott repülőgép. A megbízhatósága és a hatékonysága miatt az utódait egészen a 21. századig értékesítették. A DC–9-es család az egyik legsikeresebb utasszállító repülőgép, összesen több mint 2400 repülőgépet gyártottak, így ez a harmadik legtöbb példányban gyártott utasszállító repülőgép a Boeing 737 és az Airbus A320 után.
Próbálkoztak a DC–9 szárnyvégeinek újratervezésével az üzemanyag-hatékonyság növelése céljából, azonban ezek a változtatások nem mutattak jelentős előnyöket, így a tervet elhagyták.

### Örökség
A DC–9-et az MD–80 sorozat követte 1980-ban. Az MD–80 sorozat eredetileg az úgynevezett DC–9–80 sorozaton alapul. Ez a DC–9–50 meghosszabbított, nagyobb felszállótömegű, nagyobb szárnyú, új futóművel felszerelt és magasabb üzemanyag-kapacitású változata. Az MD–80 sorozat számos változata a Pratt & Whitney JT8D turbóventilátoros gázturbinás sugárhajtóművet használja, amelynek magasabb tolóerő értékei vannak, mint ami a DC–9 rendelkezésre állt. Az MD–80 sorozat továbbfejlesztése a McDonnell Douglas MD–90, amit az 1990-es évek elején fejlesztettek ki. Ez még hosszabb törzzsel és üvegpilótafülkével (először az MD–88-as típuson) és egy teljesen új International Aero V2500 nagy kétáramúsági fokú sugárhajtóművel felszerelt változata. A sikeres MD–80-hoz képest viszonylag kevés MD–90-est gyártottak.
Az utolsó változat az MD–95, amely a Boeing 717–200 típusnevet kapta, miután a McDonnell Douglas egyesült a Boeinggel 1997-ben, és mielőtt a repülőgépek szállítása elkezdődött volna. A törzs és a szárny hossza nagyon hasonló a DC–9–30 altípuséhoz, de sokkal könnyebb, korszerűbb anyagokból készült. A repülőgép két Rolls-Royce BR700 nagy kétáramúsági fokú sugárhajtóművel repül.
A kínai ACAC ARJ21 a DC–9 családhoz hasonló törzskeresztmetszettel, orral és farokrésszel készül.

## Változatok

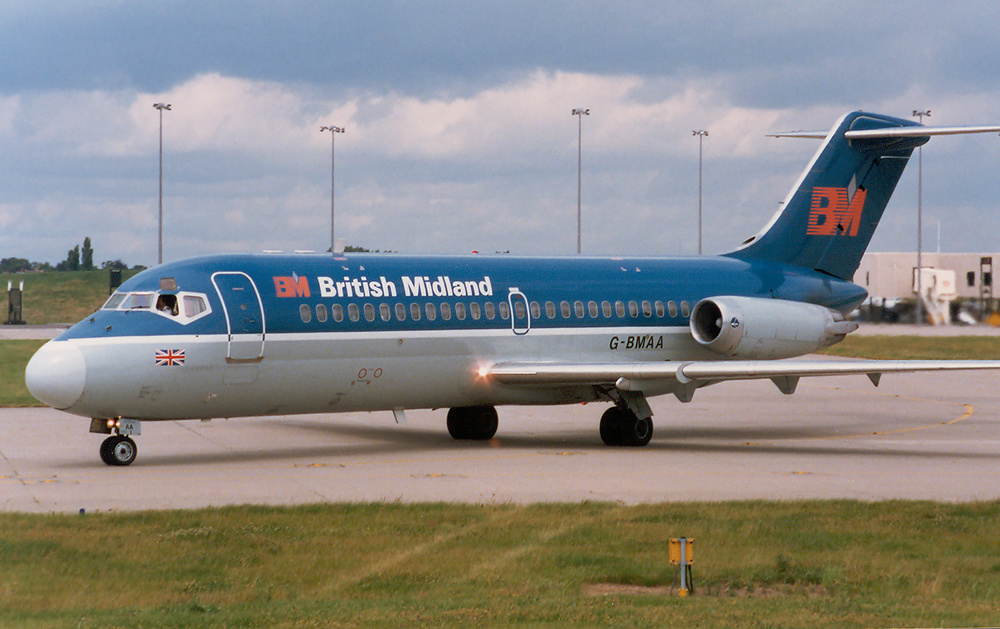
British Midland Airways DC-9-15

### Series 10
Az eredeti DC-9 (később Series 10 lett) volt a legkisebb DC-9 változat. A -10-es változat törzshossza 31,8 m, és legnagyobb felszállótömege 37 000 kg. A Series 10 hasonló méretű és konfigurációs volt, mint BAC One-Eleven. A gép T alakú vezérsík elrendezésű, és két hajtóműve a hátsó törzs részen volt elhelyezve, két, egyénként 56 kN tolóerejű Pratt & Whitney JT8D-5 vagy JT8D-7 sugárhajtóművel felszerelve. Összesen 137 épült belőle. Első üzemeltetője a Delta Air Lines volt.
A Series 10-nek két altípusát gyártották le, a Series 14 és 15-öt, de az első négy repülőgép helyett hármat építettek meg, a másik kettő Series 11 és 12 voltak. Ezeket később Series 14 szabványának megfelelően tervezték meg. A Series 13 nem épült meg. A repülőgép utas/teherszállító változata 136 x 81-es oldalsó csomagtérrel, megerősített utastéri padlóval rendelkezett. A légi alkalmassági bizonyítványt 1967. március 1-jén kapta meg. A teherszállító változata a Series 15MC (Minimum Change) típusnevet kapta. Ez lehajtható ülésekkel rendelkezett a repülőgép hátsó részében. A másik a Series 15RC (Rapid Change) típuson ülések és levehető raklapok voltak. Ezek a változások eltűntek az évek során, és új belsők kerültek berendezésre. A Series 10 egyedülálló volt abban, hogy a DC-9-es család többi al-változataihoz képest nem rendelkezett orrsegédszárnnyal.

#### Jellemzői (Series 10)
A Series 10 teljes hossza 31,82 m, a törzs hossza 28,07 m, az utastér hossza 18,29 m, és a szárnyfesztávolsága 27,25 m.
A Series 10 modellt a két, egyenként 62 kN tolóerejű JT8D-1 és JT8D-7 sugárhajtómű hajtotta.
Az összes DC-9 változatot ellátták egy AlliedSignal (Garrett) GTCP85 segédhajtóművel a hátsótörzsön.
A Series 14 eredetileg légialkalmassági bizonyítvánnyal korlátolt legnagyobb felszálló tömege 38 900 kg volt, de a későbbi lehetőségek szerint már 41 100 kg lehetett. A repülőgép legnagyobb leszálló tömege minden esetben 37 100 kg volt. A Series 14 üzemanyag-kapacitása 13 979 liter volt. A Series 15 1966. január 21-én szerezte meg a típusbizonyítványt, a modell fizikailag azonos a Series 14-gyel, de annál nagyobb a felszálló tömege (41 100 kg). Tipikus hatótávval, 50 utassal és a poggyászokkal 1760 km megtételére képes, hosszú távra pedig 2367 km-t tudott megtenni. A hatótávolsága legnagyobb teherrel 1100 km, teljes üzemanyaggal 2690 km-t repült.
Mint minden DC-9, a Series 10 is el volt látva a kétfős személyzet számára a pilótafülkében található analóggal.
A repülőgépet utasajtóval, szervizajtó/vészkijárattal látták el. Opcióként helyet kapott egy lépcső a törzs hátsó részében a függőleges vezérsík alatt, így megduplázódott a vészkijáratok száma. A szárny felett kettő vagy négy vészkijárat volt, típustól függően. A DC-9-10 legfeljebb 109 utast szállíthatott jellemzően a turistaosztályon 90 utassal, vagy egy tipikus vegyes elrendezésben 72 utassal, ebből 12 az első, míg 60 utas az üzleti osztályon foglalhatott helyet.
Az összes DC-9 tricikli futóművel van felszerelve, ebből elől kettő az orrfutóban és kettő a főfutóműben foglal helyet.

### Series 20

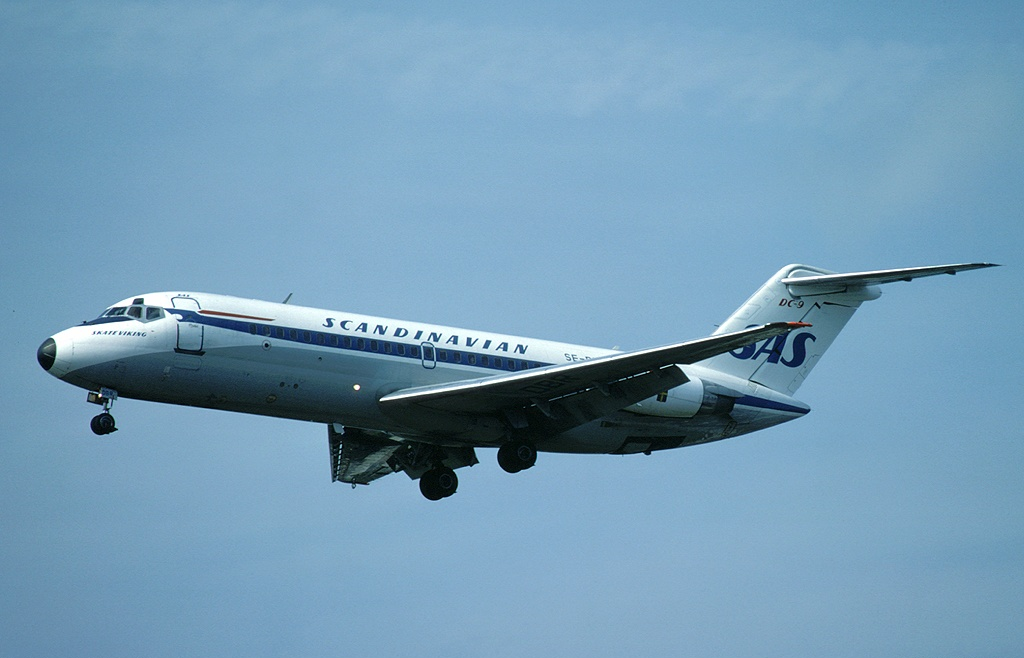
Scandinavian Airlines DC-9-21

A Series 20 célja az volt, hogy megfeleljen Scandinavian Airlines előírt kérelmeinek, miszerint jobb, nagyobb teljesítményű hajtóművel, javított szárnnyal, a -10-es típussal azonos hosszúságú törzzsel készüljön. Összesen 10 darab Series 20 modellt állítottak elő, ezen belül mindegyik repülőgép a -21-es típusjelzést kapta.
1969-ben Long Beach-ben egy DC-9 Series 20-as típust ellátták az Elliott Brothers által gyártott HUD kijelzővel, ezt a McDonnell Douglas három hónapig sikeresen használta a vizsgálatok során.

#### Jellemzői (Series 20)
A Series 20 teljes hossza 31,82 m, törzs hossza 28,07 m, az utastér hossza 18,29 m, és a szárnyfesztávolsága 28,44 m.
A DC-9-es 20-as sorozata a 67 kN tolóerejű JT8D-11 sugárhajtóművel repült.
A Series 20 eredetileg a légialkalmassági bizonyítvánnyal korlátozott legnagyobb felszálló 42 900 kg lehetett, de ez később 44 000 kg-ra nőtt, ez mintegy 8%-kal több súlyt jelentett, mint a Series 14 és 15-ös típusoknál. Legnagyobb leszállási tömege 43 200 kg, bruttó súlya 38 000 kg volt. Tipikus hatótávval, maximális terheléssel 1900 km-t, vagy maximális üzemanyaggal 2690 km-t tudott megtenni. A Series 20 ugyanazt a szárnyat használta, mint a Series 30, 40 és 50-es típusok, azzal a különbséggel, hogy egy kicsit kisebb volt az üzemanyag készlete, mint a Series 10 változaté, ami 13 926 liter.

#### Series 20 mérföldkövek
- Első repülés: 1968. szeptember 18.
- FAA tanúsítvány: 1968. november 25.
- Első szállítás: 1968. december 11.
- Átadás: 1969. január 27.
- Utolsó szállítás: 1969. május 1.

### Series 30

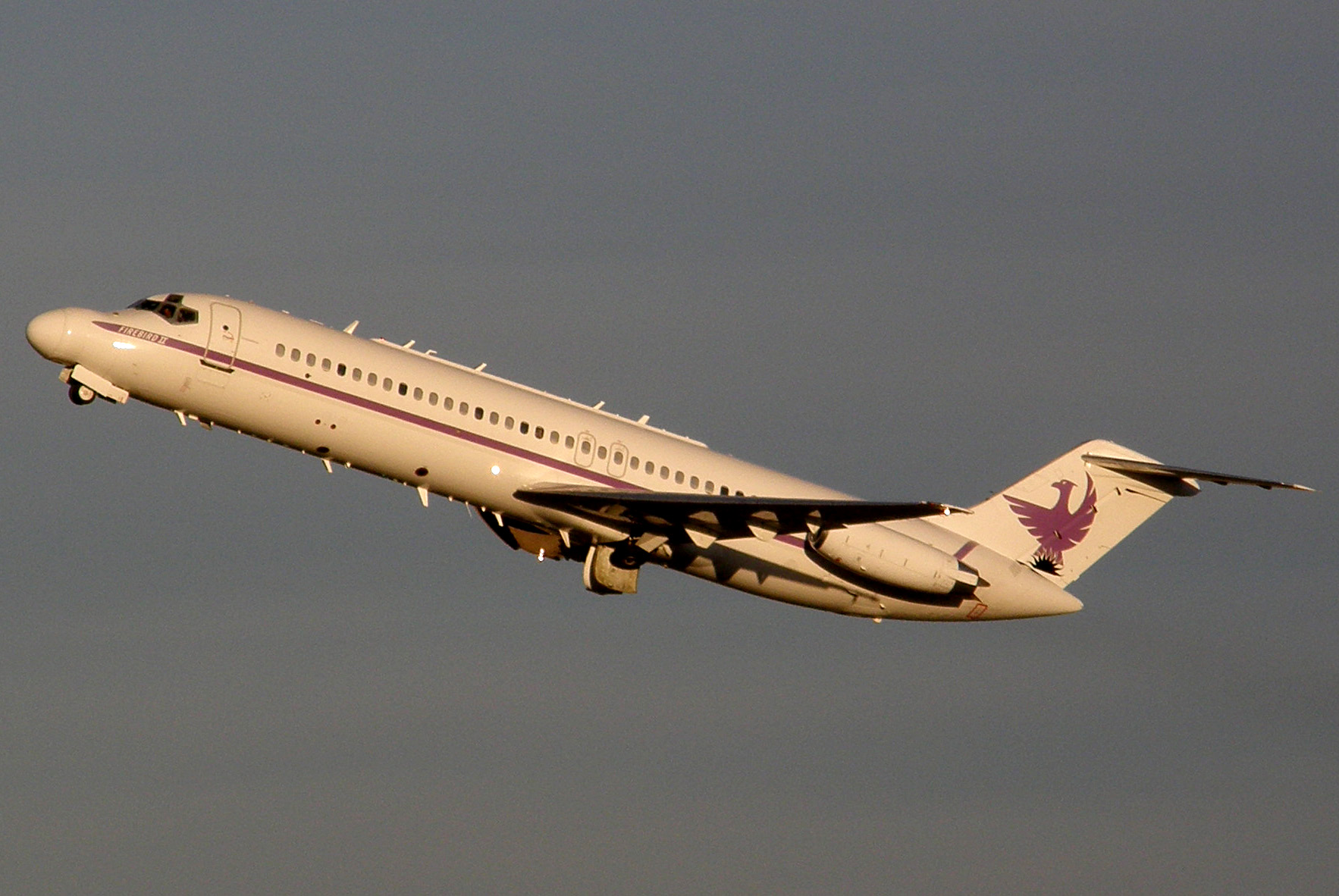
Az ex Spirit Airlines DC–9–30 típusú, Firebird II becenevű módosított megfigyelő repülőgépe az amerikai haditengerészet szolgálatában a Mojave repülőtéren

A –30-ast eredetileg a Boeing 737 ellenfelének szánták, ebből 662 darabot gyártottak le, ez mintegy 60%-át tette ki az összes legyártott DC–9-esnek. A –30-as első üzemeltetője az Eastern Airlines volt 1967 februárjában. A gép törzshossza 4,50 méterrel, szárnyfesztávolsága 0,9 m-rel lett hosszabb, és javított orrsegédszárnyat kapott, ezzel javult a felszállás és leszállás teljesítménye. Legnagyobb felszálló tömege 50 000 kg, modelltől függően (-31, -32, -33 és -34) a P&W JT8D-7 (64 kN) vagy a JT8D-9 típust, vagy a JT8D-11 (67 kN) sugárhajtóművet használta.
A –10-hez képest a Series 30-nak jelentős eltérései voltak, például az, hogy a nagyobb leszállási tömeg mellett csökkenteni tudták a leszállási sebességet: teljesen kinyitott orrsegédszárnnyal 6 csomóval kisebb lehetett a megközelítési sebesség a 2,2 tonna súlytöbblet ellenére. Az orrsegédszárnyak könnyebbek voltak, mint a Krueger lapok.

#### Series 30 változatok

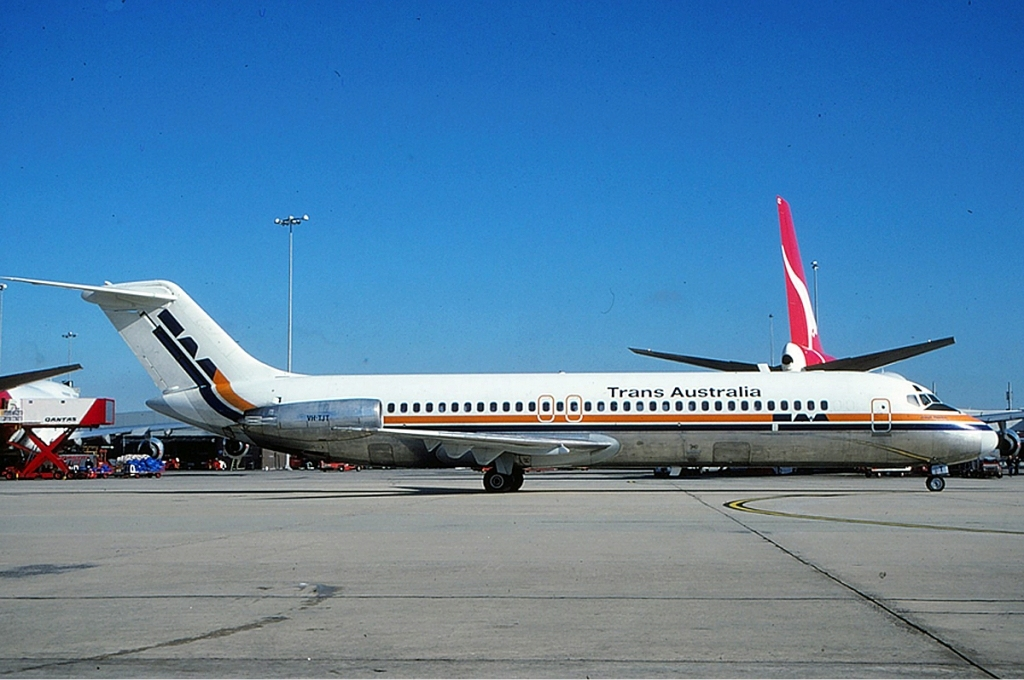
A TAA légitársaság DC-9-30 típusú repülőgépe Melbourne repülőterén 1987-ben

A Series 30-nak négy altípusa épült meg.
- DC–9–31: Csak utasszállító változat készült belőle. Az első 30-as típus 1966. augusztus 1-én repült először, és az első üzemeltetője az Eastern Airlines volt 1967. február 27-én, miután a tanúsítványt 1966. december 19-én megkapta. Legnagyobb felszállótömege 44 000 kg volt.
- DC–9–32: 1967-ben állították szolgálatba. A típusbizonyítványt 1968. április 15-én kapta meg. Legnagyobb felszállótömege korlátozva 49 000 kg, később 50 000 kg lett. Számos változata készült a 32-es altípusnak:
  - 32LWF (Light Weight Freight): módosított utasterű változat, de rendelkezett csomagtéri ajtóval és megerősített padlóval, amit csomagok teherszállítására szántak.
  - 32CF (Convertible Freighter): megerősített padlóval, de az utasszállító jellemzőit meghagyták.
  - 32AF (All Freight): ablaktalan változatú teherszállító repülőgép.
- DC–9–33: A Series 31 és 32 után megjelent a 32-es utas/teherszállító feladatokra tervezett változata. A típusbizonyítványt 1968. április 15-én kapta meg. Legnagyobb felszállótömege 52 000 kg, legnagyobb leszálló tömege 46 000 kg, bruttó súlya 43 300 kg volt. Hajtóművei az egyenként 67 kN tolóerős JT8D–9 és –11 sugárhajtómű volt. A szárny beesési szöge 1,25 fokkal nőtt, ezzel csökkenteni tudták a közegellenállást.[15] Mindössze 22 repülőgép készült el.
- DC–9–34: Az utolsó változata volt a Series 34-nek. Ennek legnagyobb felszálló tömege 55 000 kg, legnagyobb leszálló tömege 50 000 kg, bruttó súlya 44 000 kg volt. DC-9-34CF (átalakítható teherszállító) 1976. április 20-án kapta meg a repülési tanúsítványt, míg az utasszállító változat 1976. november 3-án. A repülőgép lehetőség szerint az erősebb JT8D–9 a –15 és –17-es típusú sugárhajtóműveket használta. A DC–9–33-ból 12 darab épült meg, ebből 5 átalakítható teherszállító típus volt.

#### Jellemzői (Series 30)
A DC-9-30 típus a JT8D sugárhajtómű különböző változataival, az -1, -7, -9, -11, -15 és -17-el repülhetett. A leggyakoribb a Series 31-nél a 62 kN tolóerős JT8D-7, a Series 32 a szabványnak megfelelően a JT8D-9-cel repült, bár a -11-et is felajánlották a használtra. A Series 33-nak a 67 kN tolóerővel rendelkező JT8D-9 vagy -11-et ajánlották fel. A nehezebb tömegű -34-es típus a JT8D-9-15 (67 kN), illetve -17-es (71 kN) sugárhajtóműket használta.

### Series 40

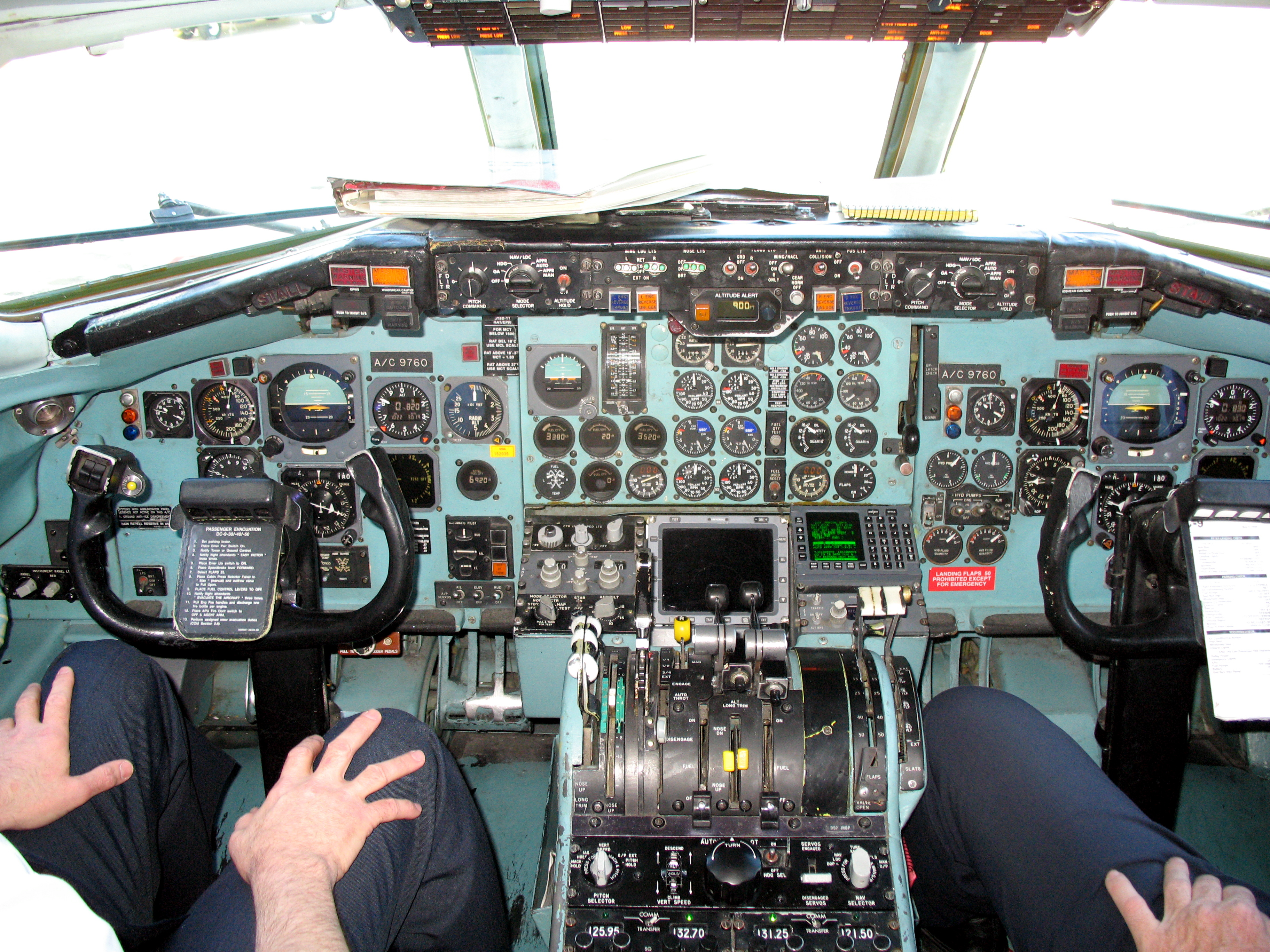
DC-9-40 pilótafülke

Meghosszabbított törzsű változat, amelyet a SAS állított szolgálatba 1968 márciusában. Hosszabb törzzsel (2 méterrel) rendelkező, akár 125 utas befogadására alkalmas változat. A -40-est ellátták Pratt & Whitney (64 és 71 kN tolóerejű) sugárhajtóművel. Összesen 71 készült belőle.

### Series 50

A Delta DC-9-51 N779NC lajstromjelű típusának utaskabinja

Az -50-es altípus volt a legnagyobb DC-9-es változat. A törzse (2,49 méterrel) hosszabb volt, és akár 139 utast vihetett a fedélzetén. Szolgálatba az Eastern Airlines állította 1975 augusztusában, számos új fejlesztéssel, kabinnal és erősebb JT8D-15 vagy -17-es sugárhajtóművel (71 és 73 kN tolóerejű). A McDonnell Douglas összesen 96 ilyen modellt szállított le -51-es jelzéssel.

### Katonai és kormány változatok

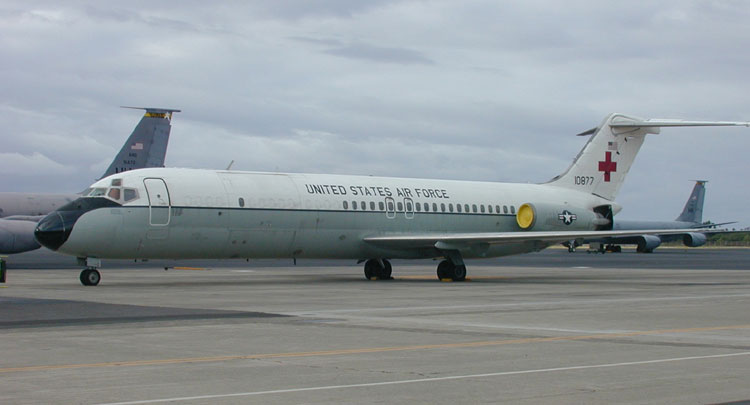
Az amerikai légierő C-9A Nightingale típusú repülőgépe

- C-9A Nightingale: Az Egyesült Államok légiereje 23 repülőgépet állított szolgálatba 1968-ban. Az utolsó aktív teljesítményű repülés a C9A típussal 2005 szeptemberében volt.[16] Az utolsó C-9-est az Andrews AFB múzeumba szállították 2012-ben.[17]
- C-9B Skytrain II: 24 átalakítható utas/teherszállító változat készült el belőle az amerikai haditengerészet és a tengerészgyalogság számára. A leszállításuk 1973-1976 között zajlott le. További öt C-9-est utasszállító DC-9-esből alakítottak át.
- VC-9C: Ebből 3 darabot gyártottak le az Egyesült Államok légiereje számára, később mind a három gép az amerikai légierőhöz került 1976-ban.
- C-9K 2: 2 darab készült belőle a kuvaiti légierő számára.

## Üzemeltetők

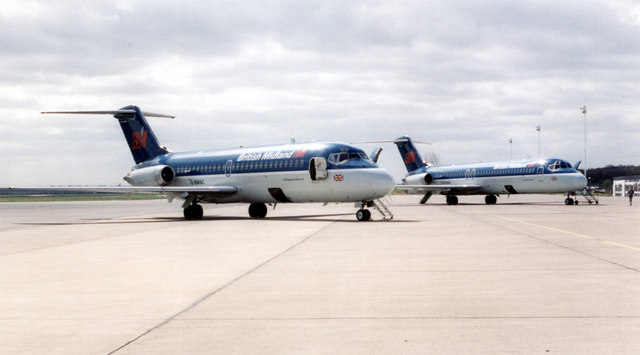
A British Midland két DC-9-es repülőgépe a Teesside repülőtéren 1994-ben

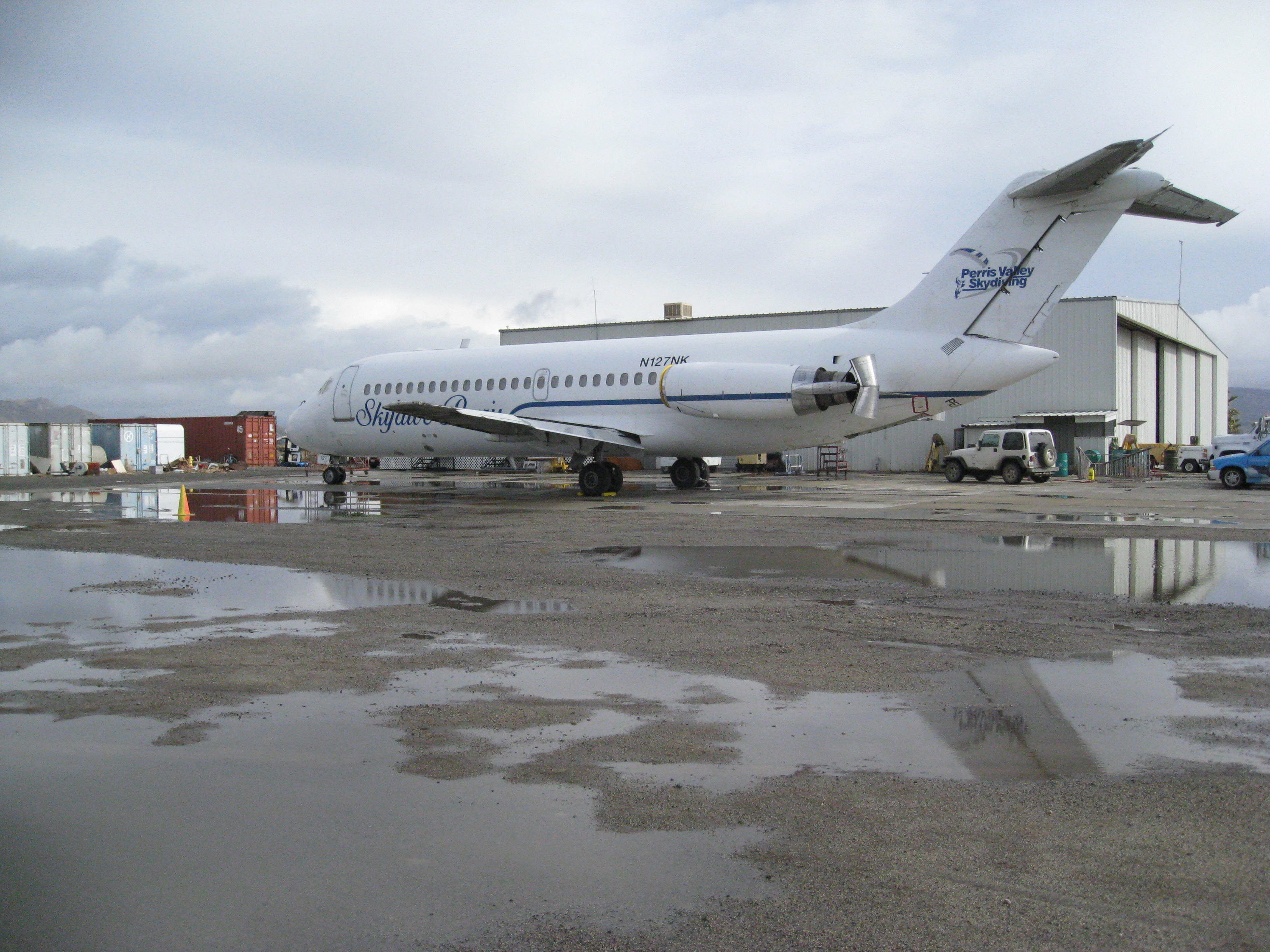
A Perris Valley Skydiving DC-9-21 repülőgépe 2008 januárjában

Összesen 129 darab DC-9 maradt szolgálatban 2011 novemberéig. A jelenlegi főbb üzemeltetők a Delta Air Lines (21 db) USA Jet Airlines (7 db), Everts Air Cargo (5 db), Aeronaves TSM (4 db) Aserca Airlines (4 db), LASER Airlines (4 db), Aeropostal, és egyéb légitársaságok, melyek kevesebb repülőgéppel rendelkeznek.
A Delta Air Lines amióta összeolvadt Northwest Airlines-al, tovább működteti a repülőgépeket, amelyek többsége már több mint 30 éves. A súlyos üzemanyagárak emelkedése miatt a Northwest Airlines 2008 nyarán nyugdíjazta a DC-9-es flottáját, ezeket Airbus A319-esek váltották fel, amellyel 27%-kal jobb üzemanyag-hatékonyságot tudtak elérni.
Mivel a Pratt & Whitney JT8D sugárhajtómű idejét múlta, főleg a 2000-es évekre, ezért a DC-9 már nem gazdaságos. A tanulmányok közben a DC-9 üzemanyag fogyasztásának csökkentése érdekében különböző típusú wingleteket szereltek volna fel a szárnyra, de nem sikerült bizonyítani, hogy ezzel jelentős előnyt tudtak volna elérni.
A meglévő DC-9 flotta fokozatosan csökken, módosítások nem fordulnak elő, főként azért, mert szárny kialakítása miatt utólag nehéz lenne végrehajtani. A DC-9-et valószínűleg továbbra is a jelenlegi Boeing 737-es, Airbus A320-as és az Embraer E-Jet, vagy a fejlesztés alatt álló Bombardier CSeries utasszállító váltja fel. Azonban valószínű, hogy a jelenlegi flotta még továbbra is évekig fog repülni. A Northwest/Delta egyesülése előrehaladtával több tárolt DC-9-est újból üzembe állítottak.
A SAS egyik ex DC-9-21 típusát a kaliforniai Perris Valley repülőtéren ejtőernyős ugrásokra használják. Lépcsőit eltávolították, ez az egyetlen légi szállítási sugárhajtású gép, amelyet eddig a FAA ejtőernyős műveletekre engedélyezett 2008-ban.

## Adatok
|                            | DC-9-15            | DC-9-20     | DC-9-30                           | DC-9-40                       | DC-9-50              |
| Személyzet                 | 2                  | 2           | 2                                 | 2                             | 2                    |
| Utaskapacitás (1 osztály)  | 90                 | 90          | 115                               | 125                           | 135                  |
| Hosszúság                  | 31,82 m            | 31,82 m     | 36,37 m                           | 38,28 m                       | 40,72 m              |
| Szárnyfesztávolság         | 27,25 m            | 28,47 m     | 28,47 m                           | 28,47 m                       | 28,47 m              |
| Magasság                   | 8,38 m             | 8,38 m      | 8,38 m                            | 8,53 m                        | 8,53 m               |
| Szárnyfelület              | 86,77 m²           | 92,97 m²    | 92,97 m²                          | 92,97 m²                      | 92,97 m²             |
| Oldalviszony               | 8,55:1             | 8,71:1      | 8,71:1                            | 8,71:1                        | 8,71:1               |
| Tömeg üresen               | 22 235 kg          | 23 880 kg   | 25 940 kg                         | 26 612 kg                     | 28 068 kg            |
| Legnagyobb felszálló tömeg | 41 100 kg          | 44 500 kg   | 49 090 kg                         | 51 700 kg                     | 54 900 kg            |
| Hajtóművek (2 db)          | P&W JT8D-5 vagy -7 | P&W JT8D-11 | P&W JT8D-7, -9, -11, -15 vagy -17 | P&W JT8D-9, -11, -15 vagy -17 | P&W JT8D-15 vagy -17 |
| Tolóerő                    | 54,5-62,3 kN       | 64,5 kN     | 62,3-71,2 kN                      | 64,5-71,2 kN                  | 69-71,2 kN           |
| Legnagyobb sebesség        | 907 km/h           | 915 km/h    | 907 km/h                          | 898 km/h                      | 898 km/h             |
| Hatótávolság               | 2946 km            | 2974 km     | 3095 km                           | 2880 km                       | 3326 km              |
| Üzemanyag kapacitás        | 14 006 l           | 13 926 l    | 13 926 l                          | 13 926 l                      | 19 070 l             |

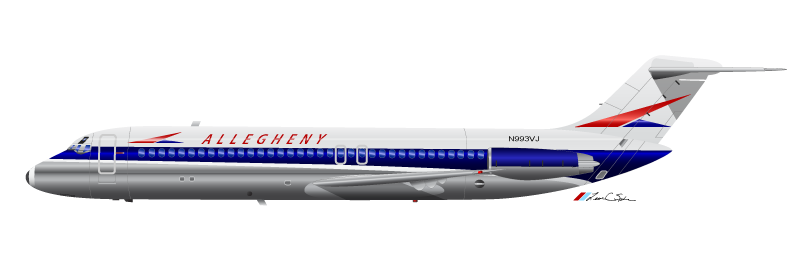
Allegheny Airlines DC-9-30 1970 körül

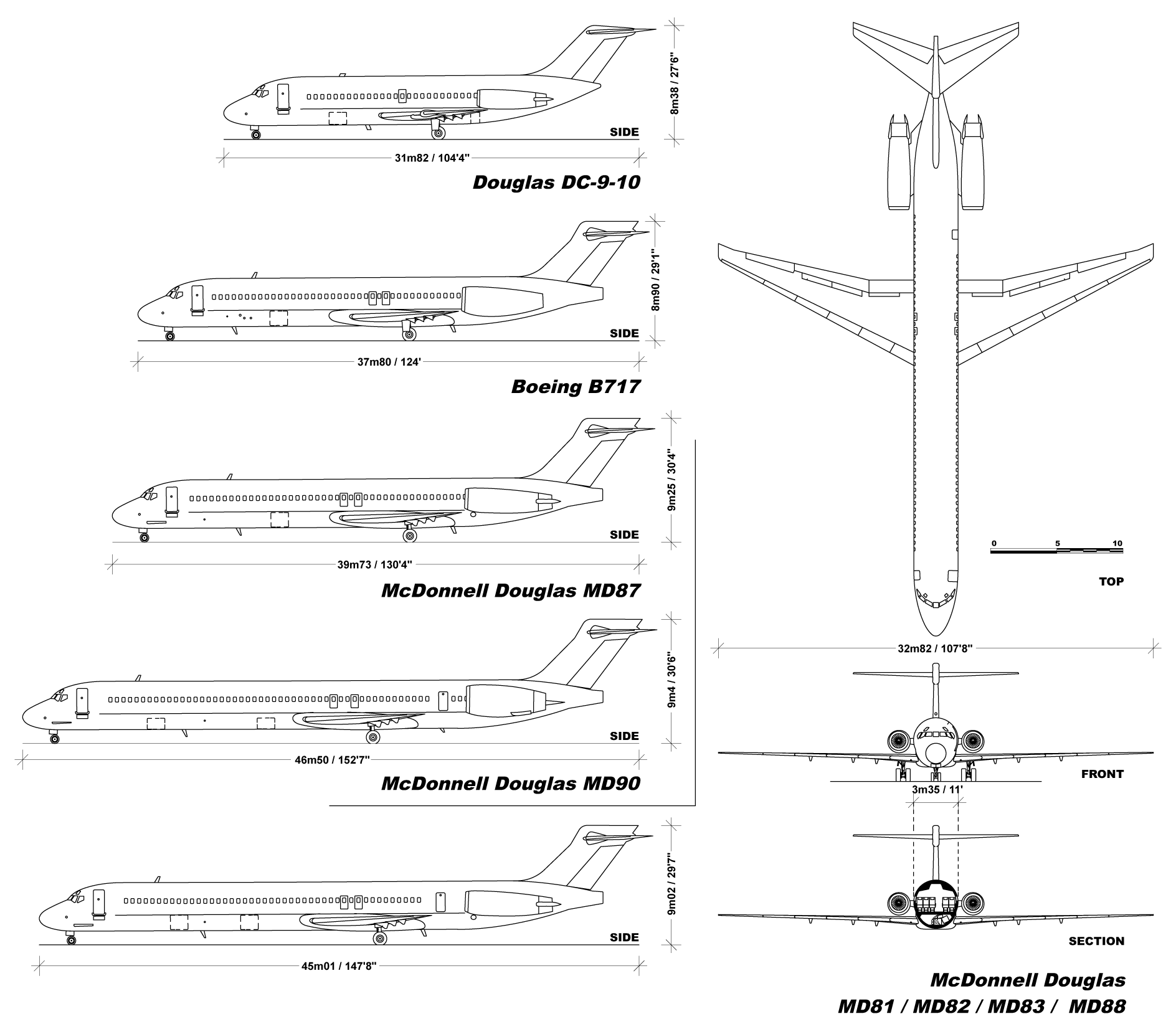
A DC-9, a Boeing 717 és az MD-80 különböző származékainak összehasonlítása

- Az utastér keresztmetszetének méretei:
  - Külső szélesség: 3,34 m
  - Belső szélesség: 3,14 m
  - Külső magasság: 3,6 m
  - Belső magasság: 2,06 m

Az adatok a Jane's All The World's Aircraft 1976–77 oldalról származnak.

### Kapcsolódó fejlesztés
- McDonnell Douglas MD–80
- McDonnell Douglas MD–90
- Boeing 717
- ACAC ARJ21

### Hasonló repülőgépek
- BAC One-Eleven
- Boeing 737
- Fokker F28 Fellowship
- Sud Aviation Caravelle